# 茂山童司の栴檀代々
茂山千之丞の栴檀代々（しげやませんのじょうのせんだんだいだい）は、2012年4月7日から2019年3月29日までABCラジオで放送されていたトーク番組シリーズで、二階堂酒造が「大分むぎ焼酎 二階堂」という名義で単独提供。2012年4月から2013年3月30日放送分までの番組タイトルは「茂山童司のおとぎの暇（しげやまどうじのおとぎのいとま）」、2018年12月21日放送分までの番組タイトルは「茂山童司の栴檀代々（しげやまどうじのせんだんだいだい）」であった。

## 概要
狂言師の3世茂山千之丞（前名・茂山童司）をパーソナリティとして、毎回ゲストを招いての対談を繰り広げていた。
毎週土曜日の23:00 - 23:30に放送された「おとぎの暇」時代は、特にモノの文化をラジオで表現しながら、マニアックな話題を取り上げていた。
2013年4月1日からは「茂山童司の栴檀代々」として、放送枠を毎週月曜日の19:00 - 19:30に変更するとともに、師弟・親子関係を重視した内容にリニューアル。師匠や親から譲り受けた大切なモノについて、ゲストと語り合っていた。また、ABCテレビで毎週木曜日に二階堂酒造の1社提供ミニ番組『一志相伝～受け継がれる職人の心～』を放送していることから、エンディングでは童司が同番組の概要を予告していた。
2016年4月改編から放送枠を毎週木曜日・金曜日の17:00 - 17:10へ移動したが、2019年3月29日（金曜日）放送分で7年間にわたる放送を終了。前身番組から一貫してスポンサーに付いていた二階堂酒造は、2019年4月1日から、『桂りょうばの落語トラベル』（「栴檀代々」初期の時間帯で新たに編成される桂りょうば・河島あみる出演の落語関連番組）の単独提供に移行した。

## 放送日時
- 2012年度　毎週土曜日23:00 - 23:30
- 2013年度 - 2015年度　毎週月曜日19:00 - 19:30（プロ野球のナイトゲーム中継が組まれる場合には休止）
- 2016年度 - 2018年度  毎週木・金曜日　17:00 - 17:10（全国高等学校野球選手権大会の試合中継を当該時間帯にまで延長する場合には休止）